# 阿尔博里
阿尔博里（法語：Arbori，法語發音：[aʁbɔʁi]）是法国南科西嘉省的一个市镇，属于阿雅克肖区。

## 地理
阿尔博里（42°8'30"N, 8°47'49"E）面积20.03 平方千米，位于法国南科西嘉省，该省份位于科西嘉南部，后者为地中海西部的一座岛屿，也是法国的一个单一领土集体，位于法国大陆部分的东南面，意大利半島的西面，最临近的地块是撒丁岛。
与阿尔博里接壤的市镇（或旧市镇、城区）包括：阿罗、科贾、洛皮尼亚、罗萨齐亚、维科。

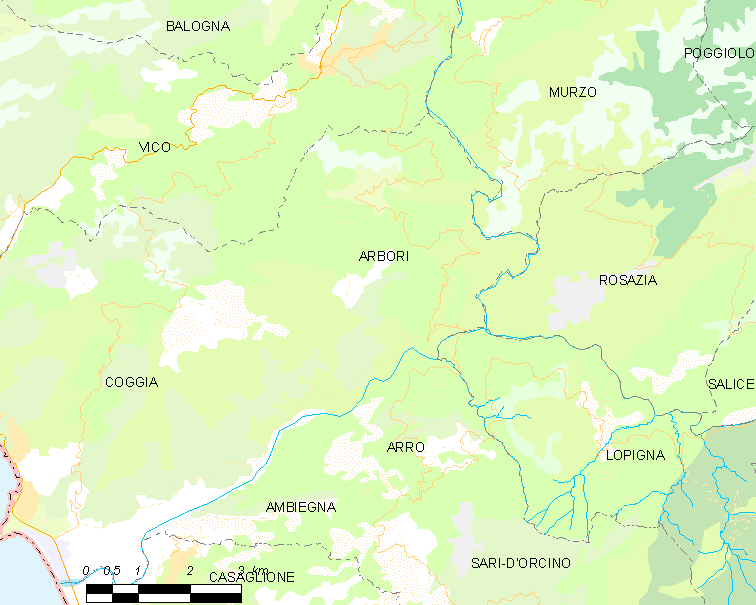
阿尔博里的OSM定位图

阿尔博里的时区为UTC+01:00、UTC+02:00（夏令时）。

## 行政
阿尔博里的邮政编码为20160，INSEE市镇编码为2A019。

## 政治
阿尔博里所属的省级选区为塞维-索鲁-奇纳尔卡县。

## 人口

1962-2008年间阿尔博里人口变化图示

阿尔博里于2022年1月1日时的人口数量为51人。